# Costantino Manasse

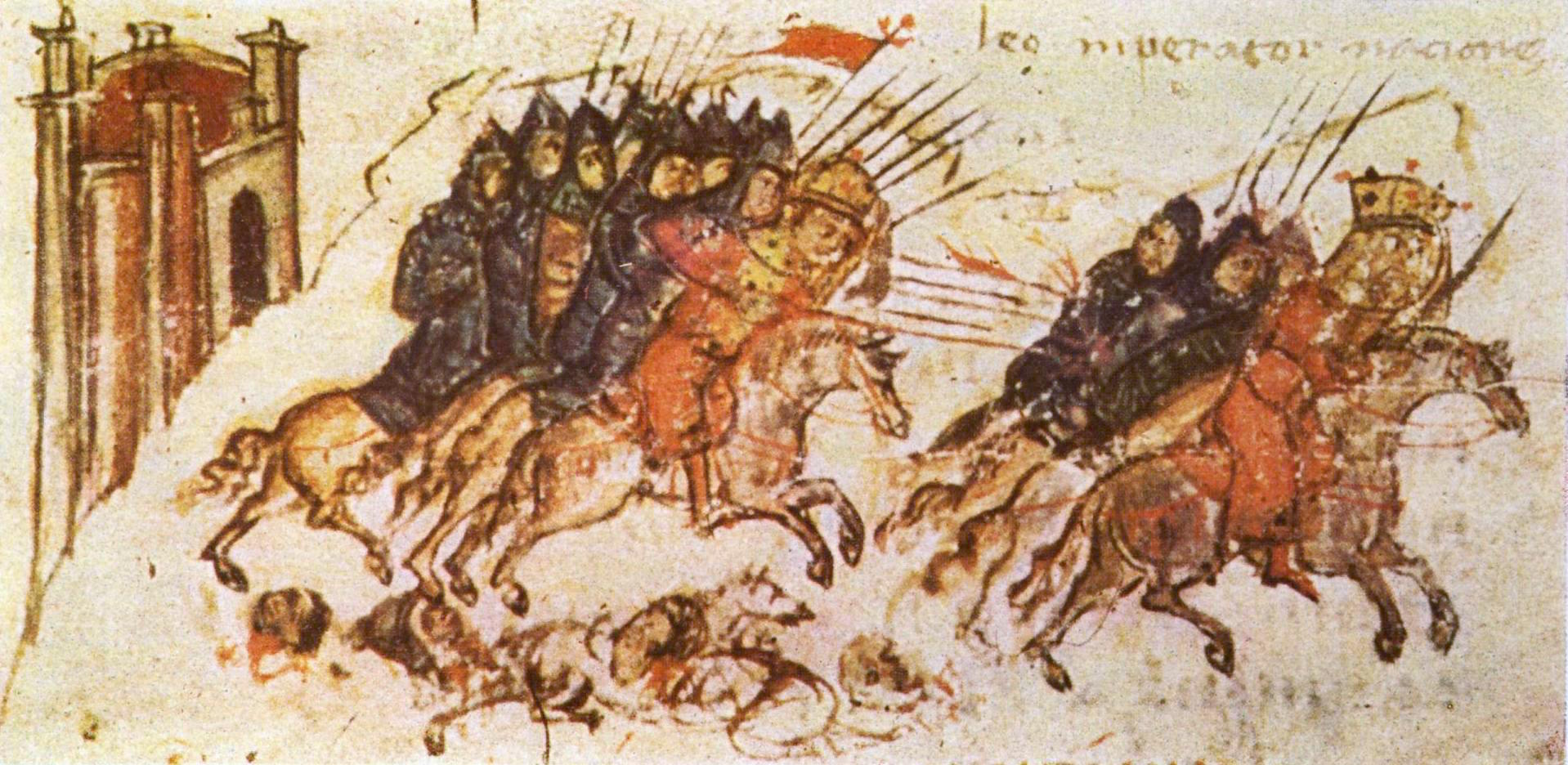
Sconfitta dell'imperatore bizantino Michele I Rangabe, nella battaglia di Versinicia il 22 settembre 813, in una miniatura del XIV secolo della Cronaca di Costantino Manasse.

Costantino Manasse (in greco Κωσταντῖνος Μανασσῆς?; XII secolo) è stato uno scrittore e storico bizantino.

## Biografia
Le poche informazioni che possediamo su questo autore derivano soprattutto dalle sue opere. 
Secondo Odysseus Lampsidis, la sua nascita sarebbe da individuare intorno all'anno 1115. Di diverso avviso è K. Horna, che lo crede nato intorno al 1130.
Era molto probabilmente imparentato (ma non sappiamo in che modo) con il suo contemporaneo patriarca d’Antiochia Atanasio I Manasse (1157-1170). Questa ipotesi appare molto verosimile data la scarsa diffusione di questo cognome. Le allusioni a personaggi o a eventi contemporanei contenuti nelle sue opere rimandano al terzo quarto del XII secolo, sotto il regno dell’imperatore Manuele I Comneno (1143-1180).
Per quanto ne sappiamo, non esercitò mai funzioni ufficiali, né statali né ecclesiastiche: la tradizione per cui sarebbe stato metropolita di Naupatto è stata rifiutata da studiosi come Odysseus Lampsidis. Viveva mettendo la sua abilità letteraria al servizio di ricchi personaggi, in cambio di favori. I suoi patroni principali furono la sebastokratorissa Irene Comnena, cognata dell’imperatore e protettrice di molti altri letterati dell’epoca, come Teodoro Prodromo, il generale Giovanni Contostefano, nipote dell’imperatore, Alessio Ducas, nipote di Anna Comnena, che fu governatore di Cipro, il megas hetaireiarches Giorgio Paleologo e l’imperatore stesso.
In un certo momento, perse il favore dell’imperatore a causa di dicerie che circolavano su di lui. Successivamente, tentò di recuperarlo componendo un elogio per il logoteta del dromos Michele Agioteodorita.
Per un certo periodo di tempo ha soggiornato a Cipro, per poi tornare a Costantinopoli nel 1162. La sua morte si colloca tra il 1173 e il 1187.

## Opere

### Opere principali
Costantino Manasse è noto soprattutto per tre opere:
- "Cronaca universale" (Χρονική σύνοψις), che racconta la storia del mondo dalla creazione al 1081, anno dell’insediamento al soglio imperiale di Alessio I Comneno. L’opera è formata da 6733 versi politici; composta intorno al 1150, è dedicata a Irene Comnena, a cui il poeta voleva offrire un compendio della storia universale. Ottenne un grande successo e ne fu realizzata anche una versione in prosa. Fu tradotta in bulgaro nei primi anni del regno dello zar bulgaro Ivan Alessandro (1331-1371): questa traduzione fu splendidamente illustrata intorno al 1345. Considerata tra i capolavori della miniatura medievale, questa edizione è attualmente conservata al Vaticano: corrisponde al Codice Vaticano Slavo 2, che contiene 69 miniature raffiguranti oltre 100 scene storiche;
- Un romanzo, scritto anch’esso in versi politici e suddiviso in 9 libri, intitolato “Aristandro e Callitea”. Il testo integrale è andato perduto, ma ne sono pervenuti 36 frammenti, di contenuto etico, conservati in una raccolta di estratti compilata da Massimo Planude;
- Una “Storia di viaggio” (Ὁδοιπορικόν) in 796 versi dodecasillabi, che narra la partecipazione dell’autore all’ambasciata guidata da Giovanni Contostefano e dall’interprete italiano Teofilatto nel 1160, presso re Baldovino III di Gerusalemme, al fine di ottenere una sposa per l’imperatore Manuele dopo la morte della prima moglie Berta di Sulzbach. È una narrazione poetica in 4 libri:
  - I libro: tragitto di andata via mare da Costantinopoli in Samaria e visita ai luoghi santi della cristianità, che affascinano profondamente l’autore;
  - II libro: ambasciata e prima malattia di Manasse, contratta a Tiro, in Fenicia;
  - III libro: seconda malattia dell’autore e confessione della nostalgia provata per Costantinopoli;
  - IV libro: ritorno via mare e constatazione del fallimento dell’ambasciata.

Quest’opera è molto soggettiva, incentrata sul narratore stesso, che non giocò alcun ruolo particolare nella missione e che pare abbia contratto la malaria proprio nel corso dell’ambasceria.

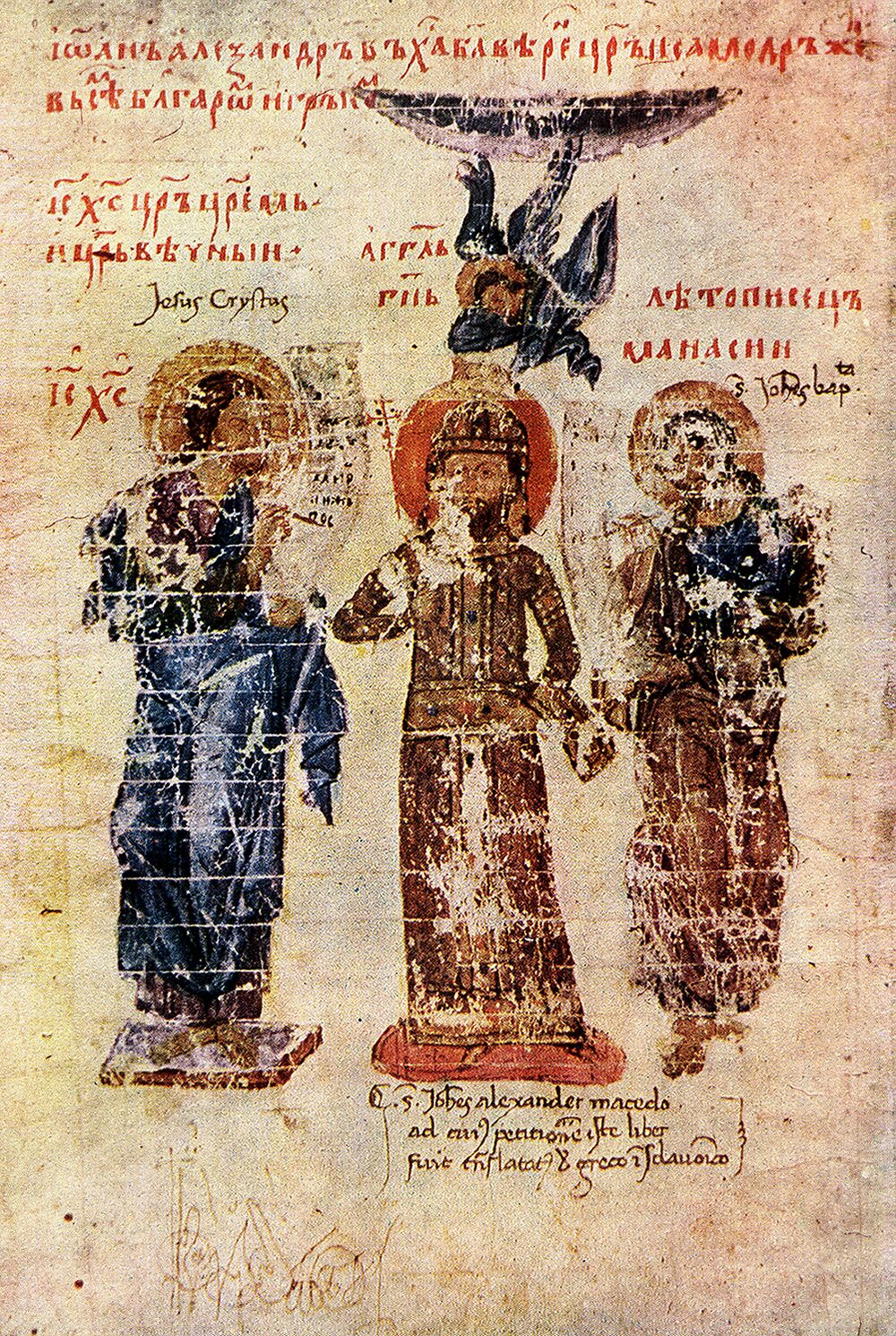
Miniatura tratta dalla "Cronaca universale". Manasse si trova sulla destra, ed è raffigurato insieme a Gesù (a sinistra) e allo zar bulgaro Ivan Alessandro (al centro)

### Discorsi
Tra i discorsi che compose al servizio di questi potenti personaggi, si possono citare:
- Due orazioni funebri per Teodora Contostefanina, moglie di Giovanni Contostefano;
- Un lamento funebre per Niceforo Comneno, nipote di Anna e cugino del governatore di Cipro Alessio Ducas;
- Svariati discorsi in onore dell’imperatore, tra cui un panegirico del 1173.
- Una breve biografia di Oppiano in 52 politici.

### Ἐκφράσεις
Di Costantino Manasse possediamo anche cinque testi descrittivi isolati (έκφράσεις), composti senza dubbio per essere declamati in occasione dei convegni letterari. Queste operette descrivono:
- La caccia agli uccelli sulla riva asiatica del Bosforo;
- Una caccia alla gru condotta dall’imperatore Manuele con il suo falcone preferito, di provenienza caucasica; in questo testo, è presente una lode all’attività venatoria, considerata come positiva sia sul piano spirituale sia su quello fisico, in particolare perché permette di trovare una distrazione dai pensieri e di allenarsi per gli scenari bellici;
- Un mosaico del palazzo imperiale raffigurante la Terra in forma di donna circondata di cesti di frutta e animali acquatici; quest’operetta ha forma di prosimetro;
- Un’opera d’arte esposta nel palazzo di Giorgio Paleologo: raffigurava l’episodio omerico in cui Polifemo divora i compagni di Ulisse e beve il vino offertogli dall’eroe;
- Un nano portato da Chio a Costantinopoli per essere esibito di fronte alla corte imperiale.

### Epistole
Di Costantino Manasse ci sono pervenute anche 4 lettere:
- Lettera al logoteta del dromos Michele Agioteodorita: consiste in una supplica a questo potente personaggio, in cui Manasse gli chiede di intercedere per lui presso l’imperatore Manuele; fu quindi scritta nello stesso periodo dell’elogio di Agioteodorita;
- Lettera al nobile Giorgio: è destinata a un certo Giorgio, figlio del megas domestikos, a cui Manasse chiede un favore;
- Lettera a Michele Angelopulo: è una lettera destinata a un amico di Manasse, a cui il poeta chiede un consiglio;
- Lettera a Gerasimo “il giovane”: è giunta mutila ai nostri giorni.

### Opere minori e di attribuzione incerta
Talvolta, gli viene attribuito anche un poema sull’astrologia in versi politici, dedicato alla sebastokratorissa Irene Comnena, che ci è pervenuto nei manoscritti sotto il nome di Teodoro Prodromo. W. Hörandner, editore delle poesie di Prodromo, sostiene che sia più probabile che la paternità dell’opera sia effettivamente di Costantino Manasse.
Il “Poema etico” proviene da un poema anonimo, composto di 916 versi politici e dotato di prologo, parte centrale ed epilogo. Fu chiamato così perché presenta tematiche morali. Lo stile, la lingua e i temi comuni con “Aristandro e Callitea” hanno fatto propendere E. Miller per l’identificazione di Costantino Manasse quale autore del poema.
Fu anche autore di piccole esercitazioni schediografiche, rivolte ai suoi allievi.